# Jenčov
Jenčov (též Jinčov) je zřícenina hradu v CHKO Křivoklátsko na malé skalní ostrožně nad potokem Vůznice v Křivoklátské vrchovině uprostřed křivoklátských lesů v nadmořské výšce 340 metrů. Zřícenina se nachází asi šest kilometrů severně od Nižboru na okraji národní přírodní rezervace Vůznice a asi dva kilometry jižně od obce Běleč, k jejímuž území katastrálně patří. Je chráněna jako kulturní památka České republiky.

## Historie
Jedná se o jeden z našich nejmenších královských hradů, který patrně vždy plnil pouze funkci loveckého hrádku. Přesné datum založení hradu není známo, výzkumy potvrdily jeho existenci na přelomu 13. a 14. století a jeho zakladatelem byl pravděpodobně Přemysl Otakar II. Lovecký hrádek Jenčov patrně patřil buďto přímo k městu Nižbor, nebo pravděpodobněji ke hradu Křivoklátu, který se nachází nedaleko odsud.

## Stavební podoba
Hrad byl neobvykle malý. Tvořily ho pouhé dvě zděné budovy a předpokládané dřevěné opevnění přístupové cesty. Palác měl minimálně jedno patro. V jeho přízemí se nacházely dvě místnosti přístupné portály a jednu z nich osvětlovalo malé okno. Na nejvyšším bodě skály stála další budova, pravděpodobně věž.

## Přístup
Zřícenina hradu je velmi dobře přístupná odbočkou z červeně značené turistické trasy ze Zbečna do Chyňavy.

## Galerie

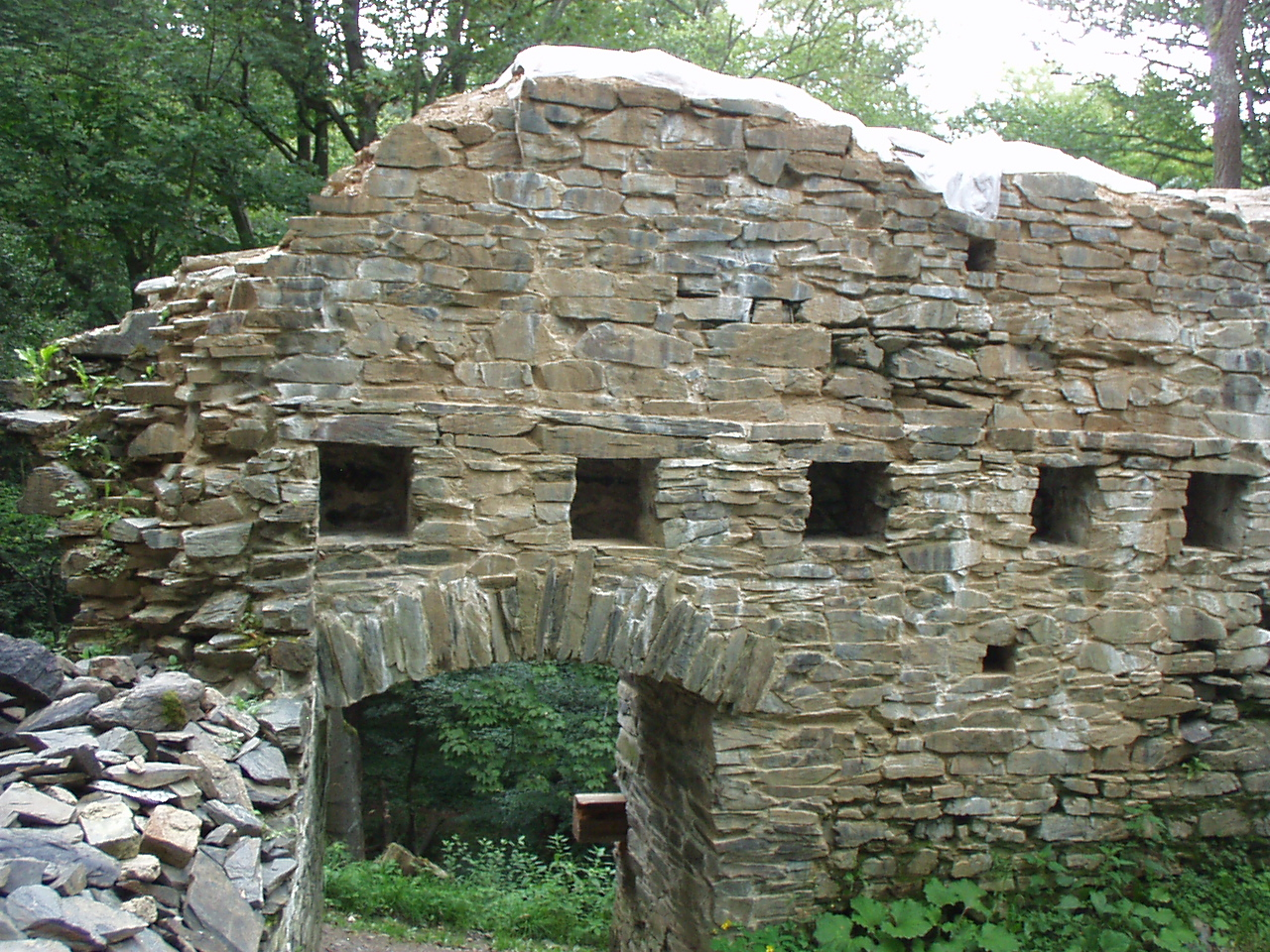
Kapsy po trámech stropu prvního patra paláce
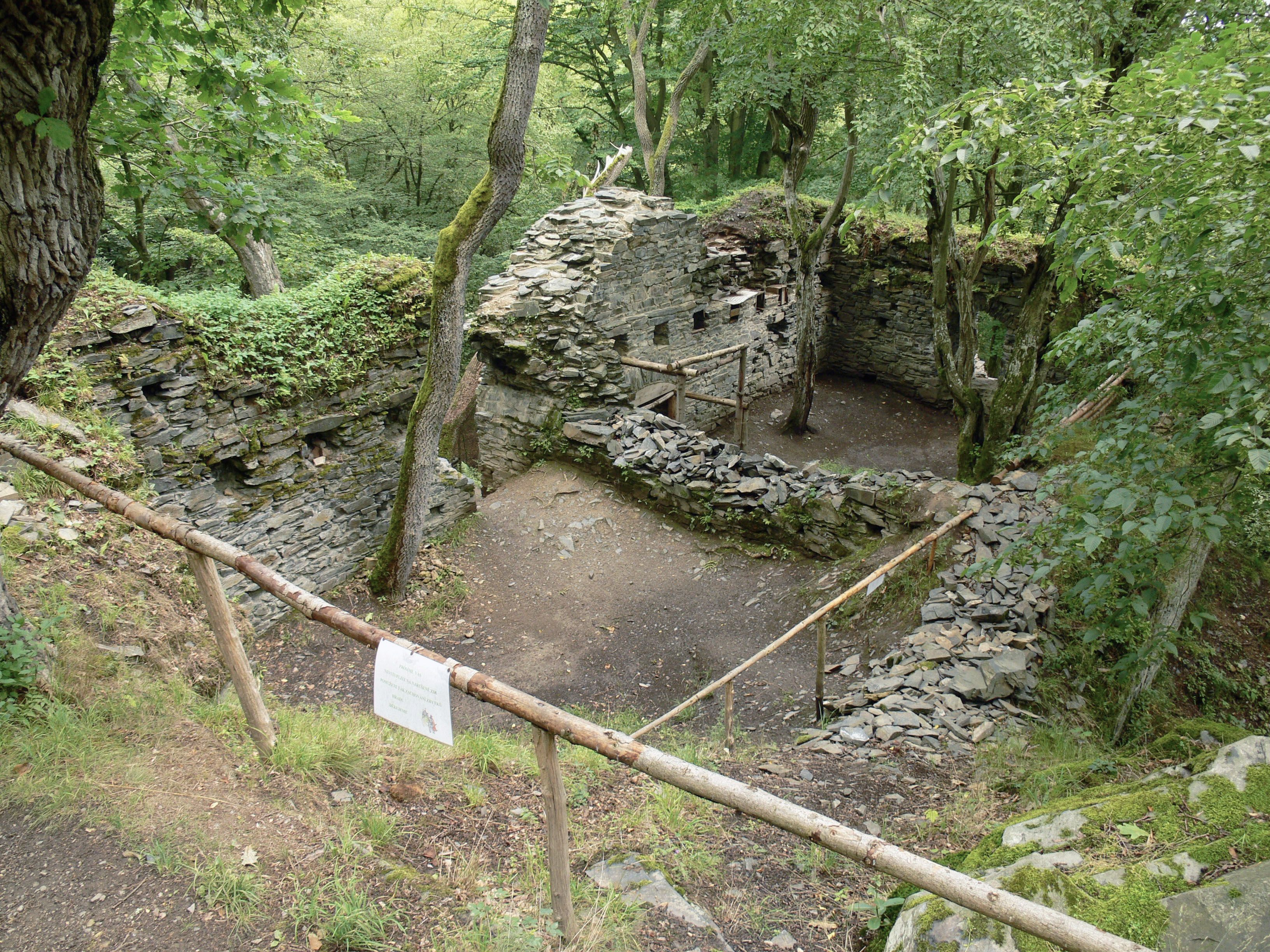
Palác z věže
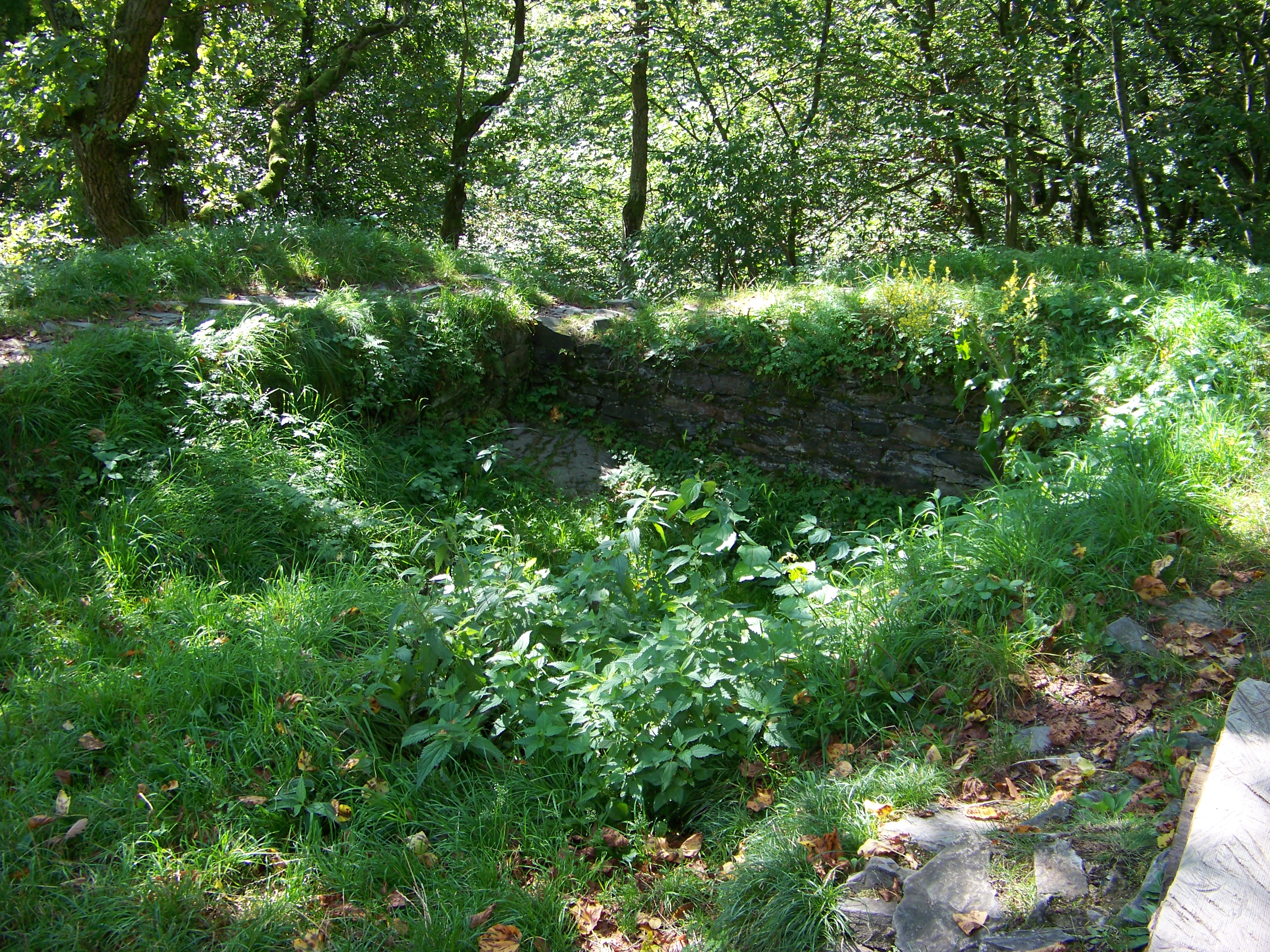
Základy věže